# Кубок Румунії з футболу 2009—2010
Кубок Румунії з футболу 2009—2010 — 72-й розіграш кубкового футбольного турніру в Румунії. Титул втретє поспіль здобув ЧФР (Клуж-Напока).

## Календар
| Раунд           | Дата                            | Матчі | Клуби     |
| --------------- | ------------------------------- | ----- | --------- |
| Перший раунд    | 15-16 липня 2009                | 70    | 202 → 132 |
| Другий раунд    | 29 липня 2009                   | 40    | 132 → 92  |
| Третій раунд    | 8 серпня 2009                   | 20    | 92 → 72   |
| Четвертий раунд | 25-26 серпня 2009               | 26    | 72 → 46   |
| П'ятий раунд    | 8-10 вересня 2009               | 14    | 46 → 32   |
| 1/16 фіналу     | 22-24 вересня 2009              | 16    | 32 → 16   |
| 1/8 фіналу      | 27-29 жовтня 2009               | 8     | 16 → 8    |
| 1/4 фіналу      | 17-19 листопада 2009            | 4     | 8 → 4     |
| 1/2 фіналу      | 24-25 березня/14-15 квітня 2010 | 4     | 4 → 2     |
| Фінал           | 26 травня 2010                  | 1     | 2 → 1     |

## 1/16 фіналу
| Команда 1               | Рахунок      | Команда 2                       |
| ----------------------- | ------------ | ------------------------------- |
| 22 вересня 2009         |              |                                 |
| Газ Метан (Медіаш)      | 1:1 пен. 5:4 | Римніку-Вилча (2)               |
| Глорія (Бистриця)       | 3:0          | Дунеря (Джурджу) (2)            |
| Політехніка (Ясси)      | 3:1          | Пандурій                        |
| Університатя (Крайова)  | 4:0          | Глорія-2 (Бистриця) (3)         |
| 23 вересня 2009         |              |                                 |
| Уніря (Урзічень)        | 3:0          | Спортул Студенцеск (3)          |
| Хімія (Бразь) (3)       | 0:5          | Васлуй                          |
| Астра                   | 2:1 дч       | Фарул (Констанца) (2)           |
| Чахлеул                 | 1:1 пен. 2:3 | Газ-Метан ЧФР (Крайова) (2)     |
| Брашов                  | 4:0 дч       | Отопень (2)                     |
| Мінерул (Мехедінць) (3) | 1:1 пен. 3:5 | Інтернаціонал (Куртя-де-Арджеш) |
| Оцелул                  | 1:1 пен. 4:3 | Уніря (Алба-Юлія)               |
| Тімішоара               | 7:0          | Сенетатя (Клуж-Напока) (3)      |
| Бакеу (2)               | 0:2          | Стяуа                           |
| 24 вересня 2009         |              |                                 |
| Біхор (Орадя) (2)       | 0:2          | Рапід (Бухарест)                |
| ЧФР (Клуж-Напока)       | 2:0          | Дунеря (Галац) (2)              |
| Динамо (Бухарест)       | 5:0          | Златна (3)                      |

## 1/8 фіналу
| Команда 1                       | Рахунок      | Команда 2              |
| ------------------------------- | ------------ | ---------------------- |
| 27 жовтня 2009                  |              |                        |
| Газ Метан (Медіаш)              | 0:1          | Васлуй                 |
| Уніря (Урзічень)                | 0:1          | Брашов                 |
| 28 жовтня 2009                  |              |                        |
| Астра                           | 2:2 пен. 6:5 | Тімішоара              |
| Політехніка (Ясси)              | 0:3          | Університатя (Крайова) |
| Глорія (Бистриця)               | 0:0 пен. 5:4 | Стяуа                  |
| Газ-Метан ЧФР (Крайова) (2)     | 0:1          | ЧФР (Клуж-Напока)      |
| 29 жовтня 2009                  |              |                        |
| Інтернаціонал (Куртя-де-Арджеш) | 2:1          | Рапід (Бухарест)       |
| Динамо (Бухарест)               | 1:0          | Оцелул                 |

## 1/4 фіналу
| Команда 1              | Рахунок | Команда 2                       |
| ---------------------- | ------- | ------------------------------- |
| 17 листопада 2009      |         |                                 |
| Брашов                 | 3:0     | Глорія (Бистриця)               |
| 18 листопада 2009      |         |                                 |
| Васлуй                 | 1:0     | Інтернаціонал (Куртя-де-Арджеш) |
| Університатя (Крайова) | 0:1     | ЧФР (Клуж-Напока)               |
| 19 листопада 2009      |         |                                 |
| Астра                  | 1:2     | Динамо (Бухарест)               |

## 1/2 фіналу
| Команда 1                 | Заг. | Команда 2         | 1-й матч | 2-й матч |
| ------------------------- | ---- | ----------------- | -------- | -------- |
| 24 березня/14 квітня 2010 |      |                   |          |          |
| Динамо (Бухарест)         | 2:3  | ЧФР (Клуж-Напока) | 1:1      | 1:2      |
| 25 березня/15 квітня 2010 |      |                   |          |          |
| Брашов                    | 1:4  | Васлуй            | 1:0      | 0:4      |

## Фінал
| 26 травня 2010 21:00 (EEST) |

| Васлуй | 0:0      | ЧФР (Клуж-Напока) |
| ------ | -------- | ----------------- |
|        | Протокол |                   |

| Еміль Александреску, Ясси Глядачів: 11 400 Арбітр: Александру Дякану |

|                                                 |     | Пенальті                          |  |
| Мілісавлєвич · Змеу · Костін · Бурдужан · Веслі | 4:5 | Мурешан · Діке · Дяк · Буд · Каду |  |